# Maurice Greiffenhagen
Maurice Greiffenhagen (15 de diciembre de 1862  – 26 de diciembre de 1931) fue un pintor británico y académico real. Ilustró libros y diseñó carteles, además de pintar paisajes idílicos.

## Semblanza

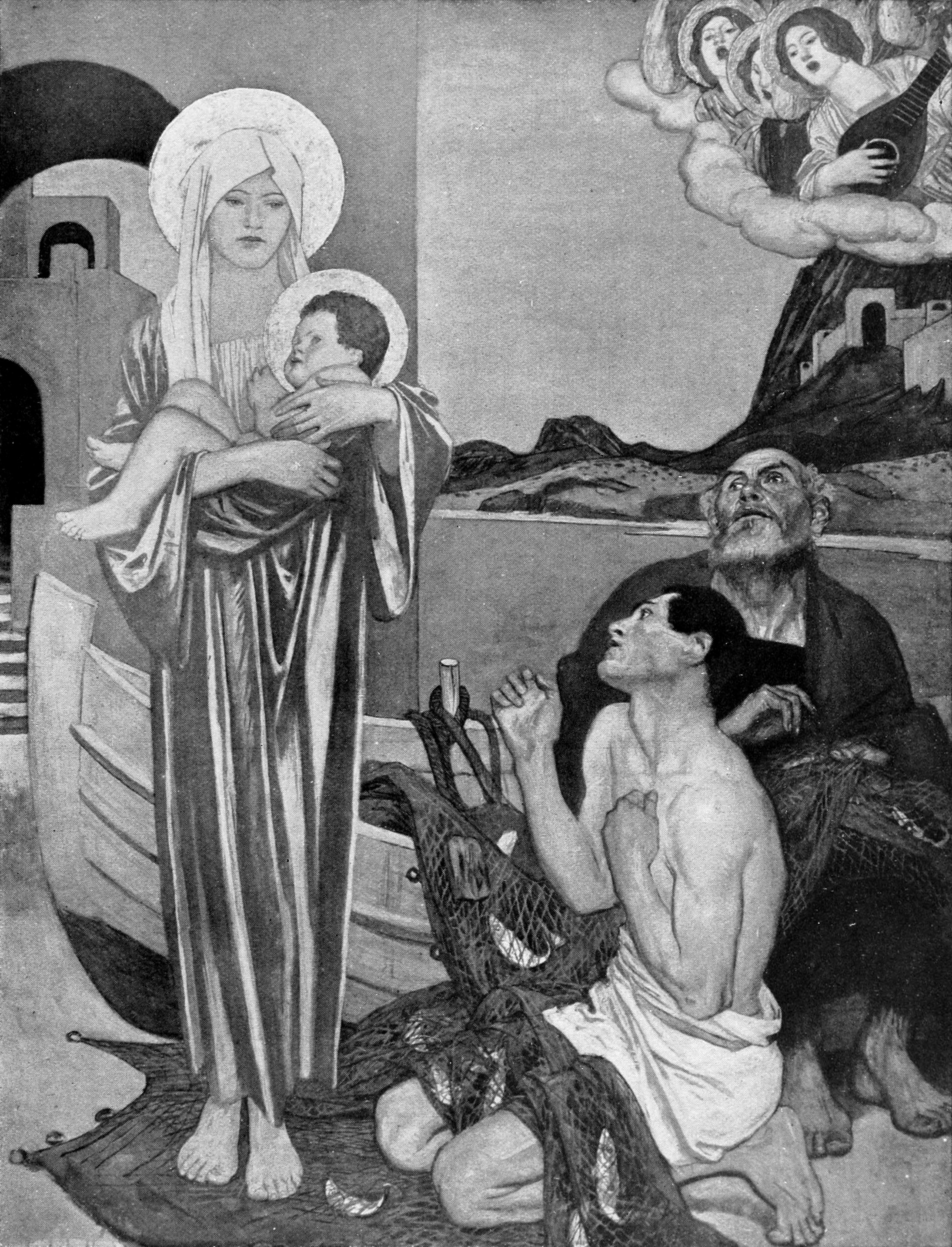
La visión

Greiffenhagen nació en Londres. Expuso sus pinturas en la Royal Academy of Arts desde 1884, siendo nombrado miembro asociado en 1916 y real académico en 1922. Desde 1906 hasta 1926, enseñó en la Glasgow School of Art. Greiffenhagen participó en la primera exposición de la Society of Graphic Art en 1921. 
Su amistad con H. Rider Haggard lo llevó a ilustrar los populares libros de aventuras del autor, comenzando con una edición de She: A History of Adventure en 1889, aunque a Greiffenhagen aparentemente "no le gustaba hacer trabajos en blanco y negro". Ilustró la serie Ayesha The Return of She (1904–05) y la de The Holy Flower (1913-1914) en la revista Windsor. 
También ilustró varios libros de Sanders of the River de Edgar Wallace para la revista Windsor: The Keepers of the King's Peace (1916-1917), Lieutenant Bones (1917-1918) y Sandi, The Kingmaker (1921). 

La pintura de 1891 de Greiffenhagen, Un idilio, inspiró la novela de D. H. Lawrence El pavo real blanco. La pintura tuvo "un efecto profundo" en el autor, quien escribió: 
 En cuanto al 'Idilio' de Greiffenhagen, me conmueve casi como si estuviera enamorado de mí mismo. Bajo su intoxicación, he coqueteado locamente esta Navidad.  
 En 1910, Greiffenhagen ilustró un libro de poemas de Charles F. Parsons titulado Some Thoughts at Eventide. 
Greiffenhagen también creó carteles comerciales distintivos, incluido un colorido anuncio de 1894 para la revista Pall Mall Budget que "creó una sensación distinta entre los hombres más jóvenes" según un periódico contemporáneo. En 1924, creó "The Gateway of the North", uno de los carteles de viaje más populares de una serie encargada por el Ferrocarril de Londres, Midland y Escocia.